# Kosmos

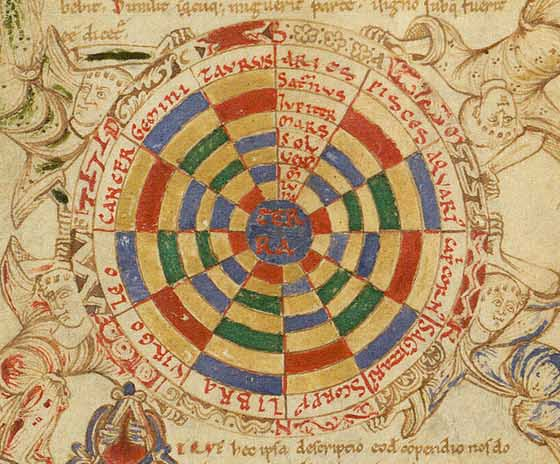
Ptolemaiovský Vesmír (francouzský opis díla Macrobia, kolem 1150)

Kosmos (κόσμος) je řecké slovo, které ve vědě a ve filosofii znamená svět či vesmír. Odtud také kosmický – vesmírný.

## Dějiny významu
Ještě u Homéra znamenal kosmos ozdobu, šperky a odtud i ozdobenou nebo nalíčenou osobu, zejména ženu (odtud dnešní kosmetika). Později se význam rozšířil na všechno, co je uspořádané, upravené, řádné. Řecký filosof Pythagoras byl patrně první, kdo tímto výrazem označil svět, vesmír. Vyjádřil tím své přesvědčení, že pozoruhodné uspořádání je charakteristické pro svět, v němž žijí lidé, na rozdíl od nerozlišeného prvotního chaosu, „temné propasti“, kde se žádné tvary nevyskytují.
V pozdějším běžném užití (například v Novém zákoně) znamená kosmos prostě (viditelný) svět, případně vesmír. I ten se totiž ve starověkých představách vyznačuje právě uspořádáním, oddělením nebe a Země, dne a noci, pravidelností nebeských pohybů a podobně. Pro Řeky ovšem zahrnoval kosmos nejen lidi, ale také bohy. Slovo kosmos pak použili překladatelé Bible jako označení pro stvořený svět, „tento svět“, oddělený od svého Stvořitele, který sám součástí kosmu není.

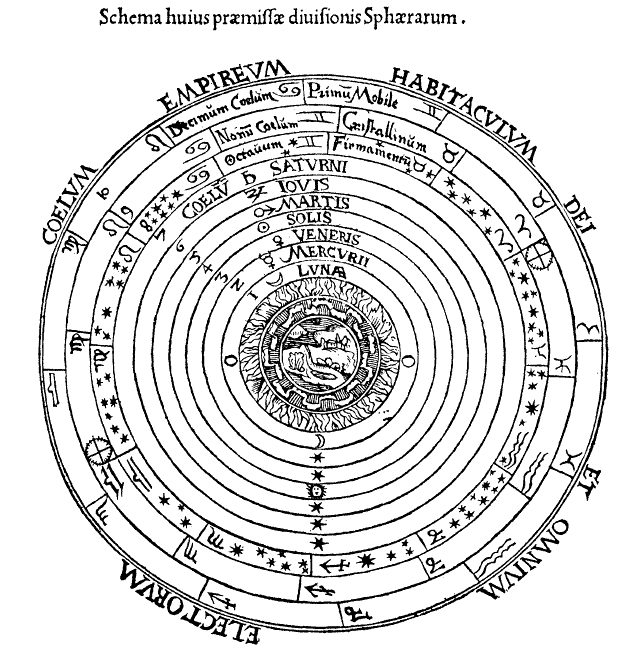
Schéma ptolemaiovského kosmu (1533)

V pojmu kosmos jako uspořádání byla zahrnuta i představa, že svět a vesmír je v prostoru omezený a konečný, že má určitý tvar. To umožnilo představu „onoho světa“, který si pak mnozí představovali také jako jakýsi prostor, i když mimo tento svět. Starověkou představu, že kosmos je v prostoru omezený a v čase neomezený (Aristotelés), už pozdější židovství nahradilo představou světa, který stvořením začal, a tedy jednou také skončí. To je hlavní téma starověké i středověké apokalyptiky, očekávání konce světa.
Od pozdního středověku (Mikuláš Kusánský) se objevují úvahy o prostorově nekonečném nebo aspoň neomezeném Vesmíru a v renesanci (Giordano Bruno) se k tomu připojila starověká řecká představa Vesmíru nekonečného v čase, pro niž se opět používal pojem kosmos. Na této představě nekonečného kosmu, mimo nějž už nemůže nic být, stála klasická věda 19. století a postupně ovládla i běžné představy. V průběhu 20. století se ve vědě objevila nejprve relativistická představa Vesmíru sice bez hranic, nicméně nikoli nekonečného, a potom i myšlenka Velkého třesku, tedy absolutního časového počátku Vesmíru, která navozovala i představu „konce“, například tak zvané tepelné smrti. Hlavní proud současné kosmologie tak váhá mezi představou Vesmíru jako jedinečné a neopakovatelné události (i když v trvání mnoha miliard let) a představou opakovaných expanzí a zhroucení.
Někteří myslitelé 20. století (např. Max Scheler) si uvědomili původní význam slova kosmos a užívali je ve snaze zdůraznit, že člověk v něm má své místo, že není „sám v nekonečném a lhostejném Vesmíru“ (Jacques Monod). Slovo kosmos (s odvozeninami kosmický a kosmonaut) zažilo jistou renesanci ve druhé polovině 20. století, kdy mělo – zejména v sovětské propagandě – zveličit význam letů do prostoru s překonáním gravitace.